# Marian Szyjkowski
Marian Szyjkowski (15. prosince 1883 Lvov – 21. září 1952 Praha) byl polský filolog, polonista, vysokoškolský pedagog, teatrolog a badatel v oblasti polsko-českých literárních vztahů dlouhodobě žijící v Československu. Je považován za zakladatele české polonistiky.

## Životopis

### Mládí
Narodil se ve Lvově, hlavním městě rakousko-uherské Haliče, na západní Ukrajině. Vychodil zde obecnou školu a gymnázium, následně v letech 1902–1906 absolvoval studium oboru dějiny polské literatury na Lvovské univerzitě, která pak dokončil v Ženevě. V letech 1906–1907 působil jako středoškolský učitel, poté nastoupil na pozice koncipienta, knihovníka a kurátora v Jagellonské knihovně v Krakově. V roce 1914 byl habilitován docentem dějin polské literatury. Přednášel na krakovské Jagellonské univerzitě a byl korespondenčním členem Polské akademie umění (od roku 1919, činný od roku 1947). V letech 1909–1919 vedl dramatickou školu v Krakově, byl iniciátorem vzniku tamního divadelního studia Bagatela a také redaktorem divadelního časopisu Maski.

### V Československu
Po rozpadu Rakouska-Uherska a vzniku samostatného Polska a Československa roku 1918 Szyjkowski v roce 1923 přijal nabídku profesorů lingvistiky Matiji Murka a Oldřicha Hujera převzít tehdy zřízenou katedru dějin polské literatury na Univerzitě Karlově v Praze, kam se přestěhoval. Tato katedra byla první takovým ústavem polonistiky mimo polské území. Inaugurační přednášku zde pronesl 13. října 1923. Poté začal průkopnickou organizační práci, včetně vytváření kvalitní sbírky polonistických knih. Svou prací přispíval také k česko-polské kulturní diplomacii: vztahy obou zemí byly poznamenány boji o Těšínsko v rámci tzv. Sedmidenní války roku 1919, tedy krátce po skončení první světové války.
Hlavním předmětem jeho přednášek byl romantismus, zejména díla Adama Mickiewicze, Juliusze Słowackého a Zygmunta Krasińského, dále polská účast v českém národním obrození, polsko-české kulturní vztahy, období uměleckého hnutí Mladé Polsko, ale i polské drama a divadlo. Vychoval mnoho významných českopolských filologů. Bádal také po polonistických památkách v českých archivech a knihovnách.
Na Univerzitě Karlově působil, s přestávkou v letech 1939 až 1945, kdy byly za německé okupace české vysoké školy uzavřeny, soustavně až do své smrti.

### Úmrtí
Marian Szyjkowski zemřel 21. září 1952 v Praze ve věku 79 let. Pohřben byl na hřbitově Malvazinky na pražském Smíchově.

### Památka

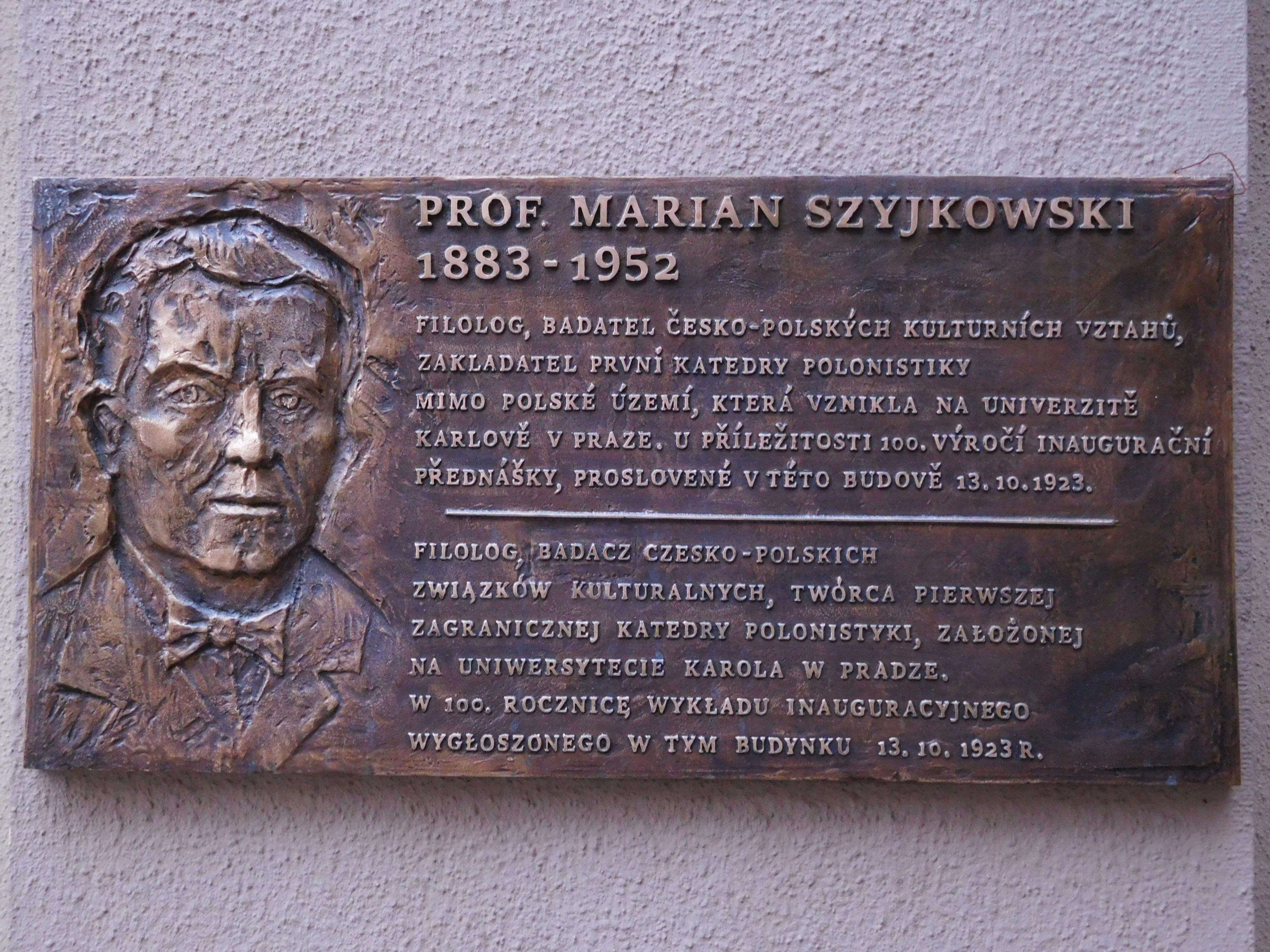
Pamětní deska prof. Szyjkowského na budově v Břehové 7 na Starém Městě v Praze

Od roku 2018 vyhlašuje Polský institut v Praze Cenu Mariana Szyjkowského, která je každoročně udělována autorům diplomových prací z oboru polonistiky. Dne 13. října 2023, v den 100. výročí inaugurační řeči Szyjkowského v Praze, mu byla na budově Univerzity Karlovy v Břehové 7 odhalena pamětní deska s jeho podobiznou.

## Dílo
Mezi nejvýznamnější díla patří:
- Trzy typy uczuciowe Saint Preux – Werther – René (1906)
- Modelka (sbírka básní) (1907)
- Génie du christianisme a prądy umysłowe w Polsce porozbiorowej (práce o François-Reném de Chateaubriandzie, 1907)
- O T. Kajetanie Węgierskim i jego organach (1907)
- Mickiewicz w świetle nieznanych pism (1910)
- Przenośnia w poezji młodzieńczej Juliusza Słowackiego (1911)
- Ossyan w Polsce na tle genezy romantycznego ruchu (1912)
- Młody Mickiewicz (1912)
- Myśl J.J. Rousseau'a w Polsce XVIII wieku (1913)
- Gessneryzm w poezji polskiej (1914)
- Schiller w Polsce (1915)
- Lot miłości (sbírka básní) (1916)
- E. Younga Myśli nocne w poezji polskiej (1916)
- Dzieje polskiego upiora przed wystąpieniem Mickiewicza (1917)
- Zarys rozwoju piśmiennictwa polskiego (1918)
- Legendy o wojnie (sbírka protiválečných esejů, 1919)
- Dzieje nowożytnej tragedii polskiej: Typ pseudoklastyczny (1920)
- Dzieje komedii polskiej w zarysie (1921)
- Adam Mickiewicz – budowniczy prawdziwej Polski (1922)
- Dzieje tragedii polskiej: Typ szekspirowski (1923)
- Współczesna literatura polska. Z wypisami (1923)
- Polská účast v českém národním obrození (česky, z původních šesti dílů vydány pouze tři (1931, 1935, 1946),
- O polsko-czeskiej wzajemności. Geneza terminu – istota pojęcia (1947)